# Venom Mob
La Venom Mob (« bande des venins ») est le surnom d'un groupe d'acteurs hongkongais de la Shaw Brothers, spécialisés dans les films d'arts martiaux dans les années 1970 et 1980. La plupart était amis d'enfance et avait été formé à l'école de l'opéra de Pékin (en) à Taïwan avant de rencontrer le réalisateur Chang Cheh et de rejoindre la Shaw Brothers à Hong Kong.
Ils apparaissent dans de nombreux films de la Shaw, mais ne connaissent vraiment la célébrité qu'à partir de Cinq venins mortels (en) (1978), d'où ils tirent leur surnom. Ils étaient les principaux chorégraphes de tous leurs films, des experts en armes chinoises hautement compétents, des acteurs talentueux et d'excellents acrobates. Leurs films traitaient généralement des thèmes habituels de Chang Cheh que sont la fraternité, la bravoure et la trahison.
Comme pour la plupart des groupes, les membres sont partis dans diverses directions avec le temps, sans parler des tensions internes pour avoir les rôles principaux et les crédits de production.

## Membres principaux
Voici une liste des cinq principaux membres (bien qu'il y en ait six, Chiang Sheng est en fait le cinquième membre des venins, et non Wei Pai, qui n'est apparu que dans quatre films avec les autres).
| Rôle          | Acteur       | alias           | Notes |
| ------------- | ------------ | --------------- | --- |
| Héros         | Kuo Chui     | Lézard #4       | Il joue généralement le héros principal et est souvent le dernier homme debout à l'exception de quatre films. Acrobate et cascadeur recruté par Liu Chia-Liang à Taiwan (après avoir joué dans Le Bras armé de Wang Yu contre la guillotine volante de Wang Yu où il combat Liu Chia-yung) pour le film Marco Polo de Chang. Cela a été suivi par des caméos dans The Fantastic Magic Baby (en), La Révolte des boxers, New Shaolin Boxer et The Magnificent Wanderer. Ses débuts en tant que réalisateur ont lieu avec Ruthless Tactics (en)» en 1983. Il a eu un rôle de méchant, celui du chef des Dragons blancs dans Le Caïd de Chinatown (en) (1977) face à l'acteur hongkongais Alexander Fu Sheng. |
| Méchant       | Lu Feng      | Mille-pattes #1 | Expert en armes et généralement dans le rôle d'un méchant, il a très peu tenu de rôles de héros. Chu Lu Feng est également recruté à Taiwan et commence de petits rôles dans des films tels que 7-Man Army (en), Shaolin Avengers, New Shaolin Boxers et Le Caïd de Chinatown . Il est l'un des acteurs principaux des Naval Commandos (en) avant de consolider sa réputation de méchant à la fois dans Heaven and Hell et Le Temple de Shaolin. Il est le seul de la bande à être crédité comme « instructeur de combat » sur Cinq venins mortels. |
| Héros         | Chiang Sheng | L'élève         | Connu pour ses compétences acrobatiques, il joue généralement un personnage comique qui aide le héros Kuo Chui. Ses débuts à l'écran ont lieu dans un flashback comique avec Lu Feng au début de Shaolin Avengers, suivi par des apparitions dans Le Chasseur d'aigles et Le Caïd de Chinatown. Ses premiers films officiels sont The Naval Commandos et Le Temple de Shaolin tournés en même temps. Il est également assistant réalisateur de Chang Cheh sur plusieurs films. Ces trois personnes forment une équipe qui reste ensemble après avoir quitté la Shaw et travaille sur des films tels que Ruthless Tactics et Fight Among the Supers. Chiang Sheng meurt en 1991 d'une crise cardiaque après un divorce et une dépendance à l'alcool. |
| Héros/Méchant | Sun Chien    | Scorpion #3     | Principalement connu pour sa capacité à donner des coups de pied, il pouvait être bon ou méchant dans les films des venins en fonction de son rôle dans l'histoire. Acteur taïwanais expert en taekwondo recruté par Chang Cheh pour jouer dans Le Caïd de Chinatown aux côtés de Fu Sheng, il travaille également pour les réalisateurs Sun Chung (Human Lanterns), Chu Yuan (Spirit of the Sword) et Liu Chia-liang (Lady Is the Boss (en)), entre autres. Il est identifié à tort comme coréen par certaines sources. |
| Héros/Méchant | Lo Mang      | Crapaud #5      | Connu pour sa musculature imposante et sa force physique, il est généralement le premier à se faire tuer. Il survit cependant dans deux films (La Vengeance des infirmes (en) et La Fureur de shaolin (en)). Principalement héros en soutien à Kuo Chui, il joue également le rôle de méchant deux ou trois fois. Comptable à la Chang Cheh Film Co. à Taiwan, il étudie le kung-fu de la mante religieuse du sud (en) pendant des années avant de décrocher des rôles dans Le Temple de Shaolin et Le Chasseur d'aigles. Cela conduit à trois films mettant en valeur son physique : Le Caïd de Chinatown, Heaven and Hell, ainsi que Deadly Strike (aussi appelé Soul Brothers of Kung-fu) pour la société satellite de Shaw, Eternal Films. Par la suite, il revient à la série des Brave Archer dans le rôle important de la « Paume de fer » avant de jouer le rôle du crapaud #5 dans Cinq venins mortels, l'un de ses rôles les plus mémorables (l'autre étant dans Kid with the Golden Arm (en) l'année suivante). |
| Héros/Méchant | Wei Pai      | Serpent #2      | N'a pas joué dans de nombreux films avec les cinq précédents. Il ne possède pas les mêmes compétences de combat que le reste du groupe et préfère le drame à l'action. En plus de Cinq venins mortels, Wei Pai n'a joué que dans La Fureur de shaolin de Chang Cheh, Ten Tigers from Kwangtung (en) (dont la réalisation a été mis de côté pendant un an en raison des blessures de Fu Sheng, d'où une sortie retardée en 1980), Kid With The Golden Arm et une séquence de flashback dans The Brave Archer Part 2. Il fait défection pour rejoindre la Golden Harvest et joue l'année suivante dans La Dernière Chevalerie de John Woo, le protégé de Chang Cheh. |

### Membres secondaires
Les hommes énumérés ci-dessous jouent généralement les méchants secondaires avec Lu Feng. Dans le rare cas où ce-dernier jouait un hétos, le méchant principal était généralement Wang Lung-wei ou Wang Li. Lung Tung-sheng était généralement un personnage mystérieux qui finissait par se ranger du côté des héros. Les femmes énumérées étaient surtout présentes pour leur physique attractif et ne combattaient pratiquelment jamais dans les films des venins.
- Wang Lung-wei (en) - Le méchant de plusieurs premiers films des venins. Fait ses débuts dans Shaolin Martial Arts de Chang Cheh, tourné à Taiwan en 1974.
- Wang Li - Apparu dans les derniers films des venins en remplacement de Wei Pai, généralement en tant que méchant, et excelle avec des armes. Il est recruté à Taiwan et apparaît dans certaines parties de New Shaolin Boxers et Le Caïd de Chinatown avant ses débuts officiels dans Shaolin Rescuers (en). Il est très connu pour ses rôles de chef #3 dans Masked Avengers (en) et de maître de Wudang dans Two Champions of Shaolin (en).
- Sun Shu-pei - Jouant habituellement un méchant avec des compétences minimales en kung-fu, mais très complice et sournois. Son seul rôle héroïque est celui de « Longue hache » dans Kid with the Golden Arm.
- Yang Hsiung - Surtout connu pour son rôle de « Tête en laiton » dans Kid with the Golden Arm. Apparu tout au long du cycle de films des venins de Chang Cheh dans divers rôles de héros et de méchants.
- Lau Shi-kwong - Spécialisé dans les personnages lâches et très connu sous le nom de « Wong Fa Vif d'or » dans Cinq venins mortels et du garçon dangereux dans L'Homme à la lance contre Shaolin (en). Il joue également l'homme de main connu sous le nom de « garçon léopard » dans Shaolin Rescuers ainsi que l'un des sept élèves de Shaolin dans 2 Champions of Shaolin.
- Cheng Tien-chi - Autre maître de l'opéra de Pékin, Cheng fait ses débuts dans The Brave Archer 3 (en), suivi par House of Traps (en) et Ode to Gallantry (en), et tient plus tard un rôle principal dans Five Elements Ninjas (en), The Weird Man et The Nine Demons.
- Chu Ko - Débutant également dans The Brave Archer 3 et continuant dans les années 1980 en remplacement de Sun Chien, généralement en tant que méchant traître. Il attient plus tard un statut de héros dans les films Five Elements Ninjas et The Weird Man
- Lung Tien-sheng - Connu pour son rôle de l'homme à la lance dans L'Homme à la lance contre Shaolin, il joue généralement un antihéros égaré.
- Wen Hsueh-erh - Femme dans des rôles principaux dans Sword Stained with Royal Blood (en), Ode to Gallantry, 2 Champions of Shaolin, ainsi que dans The Brave Archer and His Mate. Excelle à jouer des rôles d'enfants gâtés.
- Yu Tai-ping – L'homme de main principal des premiers films des venins, changera plus tard de camp (littéralement) en 1981 dans L'Homme à la lance contre Shaolin car ses apparitions sont par la suite généralement de nature héroïque secondaire dans les films Masked Avengers et The Weird Man. Il est l'un des principaux « Super Ninjas » de l'opus gore Five Elements Ninjas de Chang Cheh, aux côtés de Cheng Tien-chi, Wang Li et Chu Ko.
- Tony Tam Jan-dung - Homme de main, généralement partenaire de Yu Tai-ping, Yang Hsuing ou Lau Shi-kwong, obéissant au personnage de Lu Feng, il est généralement considéré comme un personnage en arrière-plan avant de devenir l'un des meilleurs hommes de main dans La Vengeance des infirmes. Il est surtout connu pour ses rôles de « garçon tigre » dans Shaolin Rescuers et de l'un des sept élèves de Shaolin dans 2 Champions of Shaolin. Tout comme Sun Chien des venins, il utilise également le taekwondo et est connu pour sa capacité à donner des coups de pied.
- Shirley Yu (en) - Une des principales actrices de la Shaw, elle apparaît aux côtés de la Venom Mob dans Le Caïd de Chinatown, Life Gamble, et The Brave Archer 2 (en) de Chang Cheh.
- Pan Ping-chang – Habituellement la femme principale des films des venins. Après une apparition en caméo dans La Vengeance des infirmes, elle tient ensuite le rôle féminin prinicipal dans Kid with the Golden Arm, et joue la femme de Kuo dans Legend of the Fox (en).
- Chin Siu-ho - Apparaît d'abord dans un petit rôle dans Trois fantastiques ceintures noires (en) avant de faire ses débuts officiels dans 2 Champions of Shaolin. Jouant l'un des rôles principaux dans Ten Tigers from Kwangtung, Legend of the Fox et Masked Avengers entre autres, en plus des films pour d'autres réalisateurs de la Shaw après la dissolution des acteurs de Chang Cheh.

## Films de la Venom
Films réalisés par Chang Cheh (ou un des venins) mettant en vedette au moins trois venins dans des rôles principaux.
| Titre                               | Société de production | Date de sortie à Hong Kong | Autres titres                                                                      |
| ----------------------------------- | --------------------- | -------------------------- | ---------------------------------------------------------------------------------- |
| Cinq venins mortels (en)            | Shaw Brothers         | 8/12/78                    | The 5 Deadly Venoms; Shaolin Deadly Poisons; Five Deadly Venoms                    |
| La Fureur de shaolin                | Shaw Brothers         | 19/11/78                   | The Unbeatable Dragon                                                              |
| La Vengeance des infirmes           | Shaw Brothers         | 21/12/78                   | Mortal Combat; Return of the Five Deadly Venoms; The Return of the 5 Deadly Venoms |
| Life Gamble                         | Shaw Brothers         | 22/2/79                    | Life Combat                                                                        |
| Shaolin Rescuers                    | Shaw Brothers         | 24/3/79                    | Avenging Warriors of Shaolin                                                       |
| Les Combats musclés du Kung Fu      | Shaw Brothers         | 29/26/79                   | The Daredevils                                                                     |
| Magnificent Ruffians                | Shaw Brothers         | 20/9/79                    | The Destroyers                                                                     |
| Kid with the Golden Arm             | Shaw Brothers         | 2/11/79                    | Kid With The Golden Arms                                                           |
| Heaven and Hell                     | Shaw Brothers         | 19/1/80                    | Shaolin Hell Gate                                                                  |
| Two Champions of Shaolin (en)       | Shaw Brothers         | 12/4/80                    | Two Champions of Death; 2 Champions of Death                                       |
| L'Homme à la lance contre Shaolin   | Shaw Brothers         | 14/8/80                    | Spearman; The Spearman of Death                                                    |
| Trois fantastiques ceintures noires | Shaw Brothers         | 10/9/80                    | Killer Army                                                                        |
| Legend of the Fox                   | Shaw Brothers         | 15/11/80                   |                                                                                    |
| Ten Tigers from Kwangtung           | Shaw Brothers         | 20/12/80                   | 10 Tigers of Kwangtung; Ten Tigers from Kwangtung                                  |
| Sword Stained with Royal Blood      | Shaw Brothers         | 6/3/81                     |                                                                                    |
| Masked Avengers                     | Shaw Brothers         | 15/5/81                    |                                                                                    |
| Ruthless Tactics                    | Yu Feng Film Company  | 1981                       | Ninja in the Deadly Trap; Ninja's Deadly Trap                                      |
| House of Traps                      | Shaw Brothers         | 9/1/82                     |                                                                                    |
| Ode to Gallantry (en)               | Shaw Brothers         | 16/12/82                   |                                                                                    |

## Films liés à la Venom
Films réalisés par Chang Cheh qui présentent les venins dans des rôles secondaires ou moins de trois venins dans des rôles principaux.
| Titre                         | Société de production                       | Date de sortie à Hong Kong | Autres titres                                                                |
| ----------------------------- | ------------------------------------------- | -------------------------- | ---------------------------------------------------------------------------- |
| Marco Polo                    | Shaw Brothers                               | 25/12/75                   | The Four Assassins                                                           |
| Le Temple de Shaolin          | Shaw Brothers                               | 22/12/76                   | Death Chamber, Death Chambers                                                |
| Naval Commandos (en)          | Shaw Brothers                               | 7/4/77                     |                                                                              |
| Le Chasseur d'aigles          | Shaw Brothers                               | 30/7/77                    | Kung-Fu Warlords                                                             |
| Le Caïd de Chinatown          | Shaw Brothers                               | 2/12/77                    |                                                                              |
| The Brave Archer 2            | Shaw Brothers                               | 13/5/78                    | Kung-Fu Warlords Part 2                                                      |
| The Brave Archer 3            | Shaw Brothers                               | 12/11/81                   | Blast of the Iron Palm                                                       |
| The Brave Archer and His Mate | Shaw Brothers                               | 25/2/82                    | The Brave Archer Part 4, Kung Fu Warlord 4                                   |
| Five Elements Ninjas          | Shaw Brothers                               | 21/4/82                    | Five Element Ninjas, Super Ninjas, Chinese Super Ninjas, Chinese Super Ninja |
| Attack of the Joyful Goddess  | Hong Kong Chang He Motion Picture Co., Ltd. | 3/10/83                    | Attack of the Venoms, Five Venoms Attack                                     |
| Death Ring                    | Hong Kong Chang He Motion Picture Co., Ltd. | 1983                       |                                                                              |
| The Nine Demons               | Hong Kong Chang He Motion Picture Co., Ltd. | 1984                       | The 9 Venoms, Nine Venoms                                                    |
| Shanghai 13                   | Winners' Workshop Production Co., Ltd.      | 1984                       | The Shanghai Thirteen                                                        |